# 오구나무

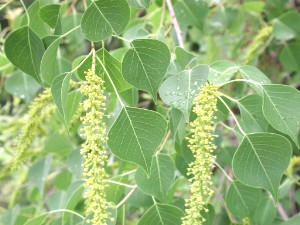
잎과 싹

오구나무(학명: Sapium sebiferum, 다른 이름: Chinese tallow, Chinese tallowtree, Florida aspen, chicken tree, gray popcorn tree, candleberry tree)는 중화인민공화국 동부와 중화민국이 원산지인 나무이다.
씨는 페인트와 바니시에 사용되는 건성유인 스틸링지아 기름(stillingia oil)의 원천이다. 양초와 비누 제조에 사용되는 씨의 두꺼운 껍질은 스틸링지아 탤로라고 부른다. 조류와 기름야자에 이어 전 세계에서 3번째로 많이 생산되는 채소기름 생산작물이기 때문에 바이오디젤 생산과 관련이 된다. 잎은 부스럼 치료를 위해 본초의학용으로 사용된다. 식물 수액과 잎은 독성이 있으며 식물로부터 떨어진 부패된 잎은 식물의 다른 종들에도 독성이 된다. 이 종은 미국 남부 지역에서 독성 침입종으로 분류된다.